# 李响 (游泳运动员)
李响（1993年7月2日—），天津人。中国男子游泳运动员。

## 生平
2016年8月，李响代表中国出战巴西里约热内卢举行的奥林匹克运动会游泳比赛男子100米蛙泳、男子200米蛙泳和男子4×100米混合泳接力赛事。在男子100米蛙泳预赛中，李响以59.55秒的成绩名列第11，进入半决赛；在半决赛中以1分00.25秒的成绩名列第13，无缘决赛。